# Ламбро Капиданчев
Ламбро (Ламбо) Капиданчев (Капитанчев) е български предприемач и общественик.

## Биография
Ламбро Капиданчев е роден в 1884 година в костурското село Лобаница, тогава в Османската империя, днес заличено на територията на Гърция.
Преселва се във Варна. При избухването на Балканската война е македоно-одрински опълченец.
На 6 април 1924 година е избран за съветник в настоятелството на Варненското македонско благотворително братство „Вардар“. На 14 декември 1924 година отново е избран за съветник в настоятелството на Братството, което вече носи името „Тодор Александров“.
През март 1929 година след Седмия конгрес на Съюза на македонските емигрантски организации като представител на Варненското братство подписва брошурата „Едно необходимо осветление“.
Притежател е на „Цариградската фурна“ на булевард „Княз Борис“ във Варна. Общински съветник е във Варна в края на 20-те и началото на 30-те години на XX век.